# Great Wenham
Great Wenham oder Wenham Magna ist ein Dorf und eine Verwaltungseinheit im District Babergh in der Grafschaft Suffolk, England. Great Wenham ist 11 km von Ipswich entfernt. Die Gemeinde umfasst die Stadt Gipsy Row. Im Jahr 2011 hatte es eine Bevölkerung von 184 Einwohnern. Die Pfarrkirche ist dem Heiligen Johannes gewidmet.